# Garde (Navarre)
Pour les articles homonymes, voir Garde.
Garde est une ville et une municipalité de la communauté forale de Navarre (Espagne), dans la vallée de Roncal.
Elle est située dans la zone linguistique mixte de la province et à 88,2 km de sa capitale, Pampelune. Le secrétaire de mairie est aussi celui de Burgui et Vidángoz.

## Démographie
| Évolution démographique                               | Évolution démographique | Évolution démographique | Évolution démographique | Évolution démographique | Évolution démographique | Évolution démographique | Évolution démographique | Évolution démographique | Évolution démographique | Évolution démographique |
| 1996                                                  | 1998                    | 1999                    | 2000                    | 2001                    | 2002                    | 2003                    | 2004                    | 2005                    | 2006                    | 2007                    |
| ----------------------------------------------------- | ----------------------- | ----------------------- | ----------------------- | ----------------------- | ----------------------- | ----------------------- | ----------------------- | ----------------------- | ----------------------- | ----------------------- |
| 201                                                   | 202                     | 200                     | 199                     | 195                     | 187                     | 186                     | 180                     | 185                     | 182                     | 180                     |
| Sources: Garde et instituto de estadística de navarra |                         |                         |                         |                         |                         |                         |                         |                         |                         |                         |

## Patrimoine religieux
- Ermitage de Nuestra Señora de Zuberoa.

## Personnages célèbres
- Pedro Navarro (1460-1528). Comte d'Oliveto.
- Ignacio Zoco (1939-2015). Joueur de football.

### Sources
- (es) Cet article est partiellement ou en totalité issu de l’article de Wikipédia en espagnol intitulé « Garde » (voir la liste des auteurs).